# Punto notevole (nautica)

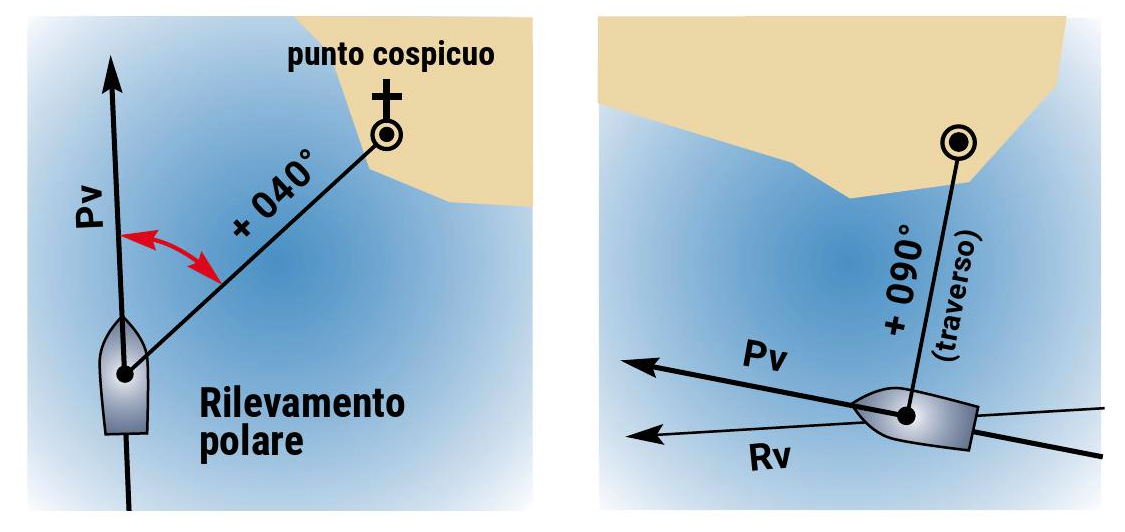
Esempi di rilevamento polare e al traverso

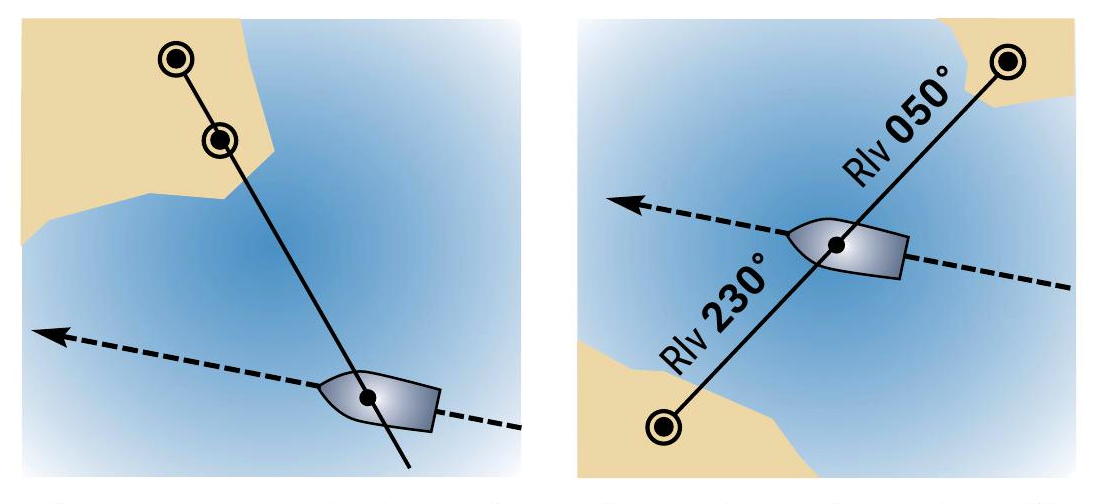
Esempi di rilevamento con allineamento di due punti cospicui

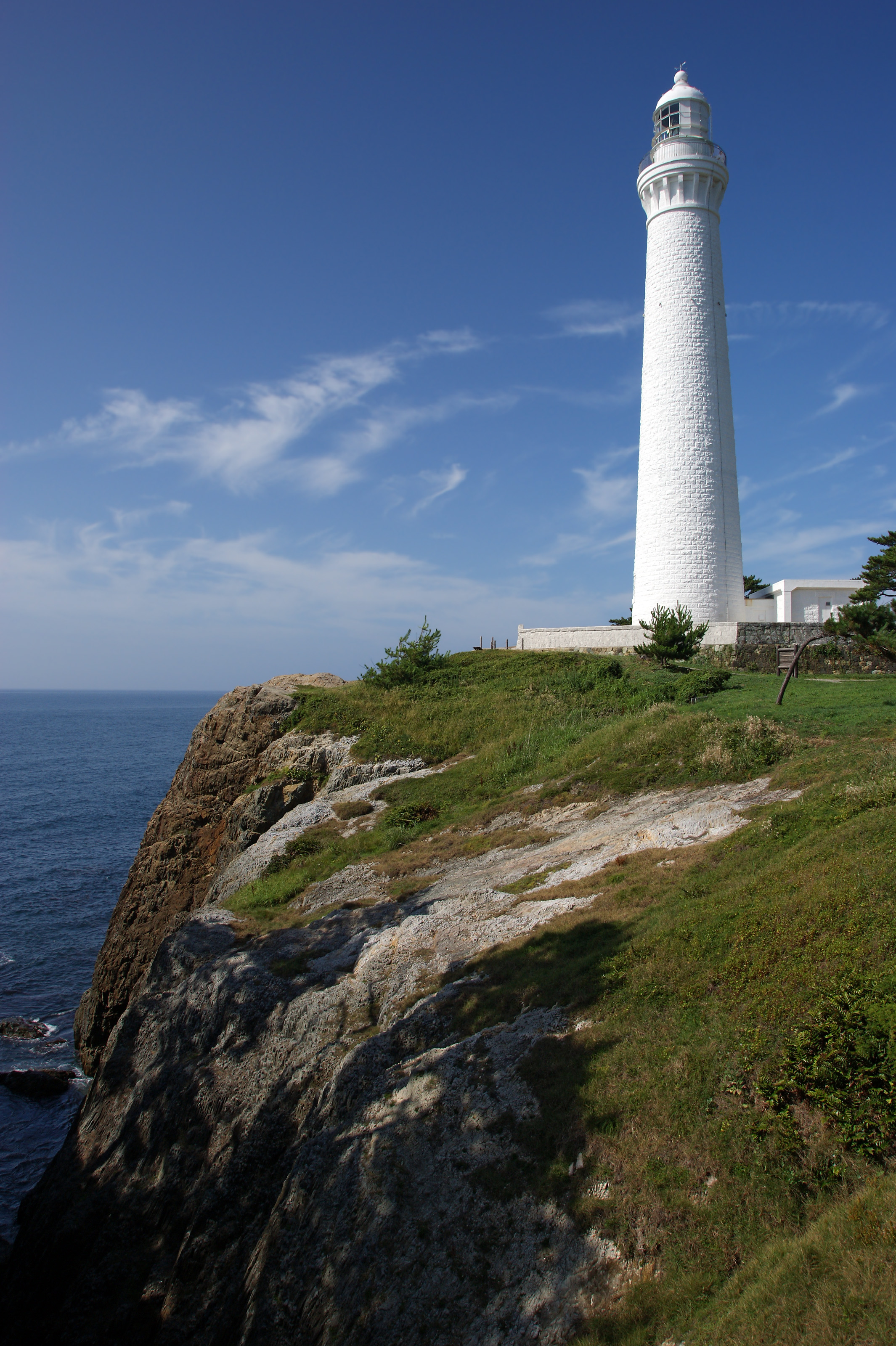
Il faro, un caratteristico punto notevole

Nell'ambito nautico, per punti notevoli o punti cospicui si intendono quelle particolari conformazioni naturali o quelle costruzioni erette dall'uomo che hanno la caratteristica di poter essere facilmente individuati e osservati da lontano e costituire quindi un punto di riferimento durante la navigazione.
Esempi di punti notevoli sono i fari, le torri, gli isolotti, le cime delle montagne, eccetera. I punti notevoli sono importanti nella navigazione costiera, in quanto sono indicati sulle carte nautiche, e rilevandone la posizione rispetto alla nave si può individuare il punto nave.
Due tipi particolari di rilevamento sono:
- al traverso, quando il rilevamento del punto notevole è perpendicolare all'asse longitudinale della nave
- allineamento, quando due punti notevoli (detti appulsi), uno più lontano e uno più vicino, sono uno dietro all'altro.